# Дубовка (приток Носовой)
Дубовка — река в России, протекает по Киришскому району Ленинградской области.
Исток реки находится в заболоченной лесу северо-восточнее посёлка Пчёвжа. Протекает по ненаселённой местности, впадает в Носовую с правого берега, в 12 км от устья последней. Устье находится в 4 км юго-западнее деревни Дубняги. Длина реки составляет 11 км.

## Данные водного реестра
По данным государственного водного реестра России относится к Балтийскому бассейновому округу, водохозяйственный участок реки — Волхов, речной подбассейн реки — Волхов. Относится к речному бассейну реки Нева (включая бассейны рек Онежского и Ладожского озера).
Код объекта в государственном водном реестре — 01040200612102000019476.